# Зевендер
Зевендер (нід. Zevender) — селище в нідерландській провінції Утрехт. Входить до муніципалітету Лопік.
Його площа становить 0,50 км², а населення станом на 2021 рік складало 175 осіб.
Перша згадка про населений пункт датується 1247 роком.
До 1857 року мало статус окремого муніципалітету.

## Галерея

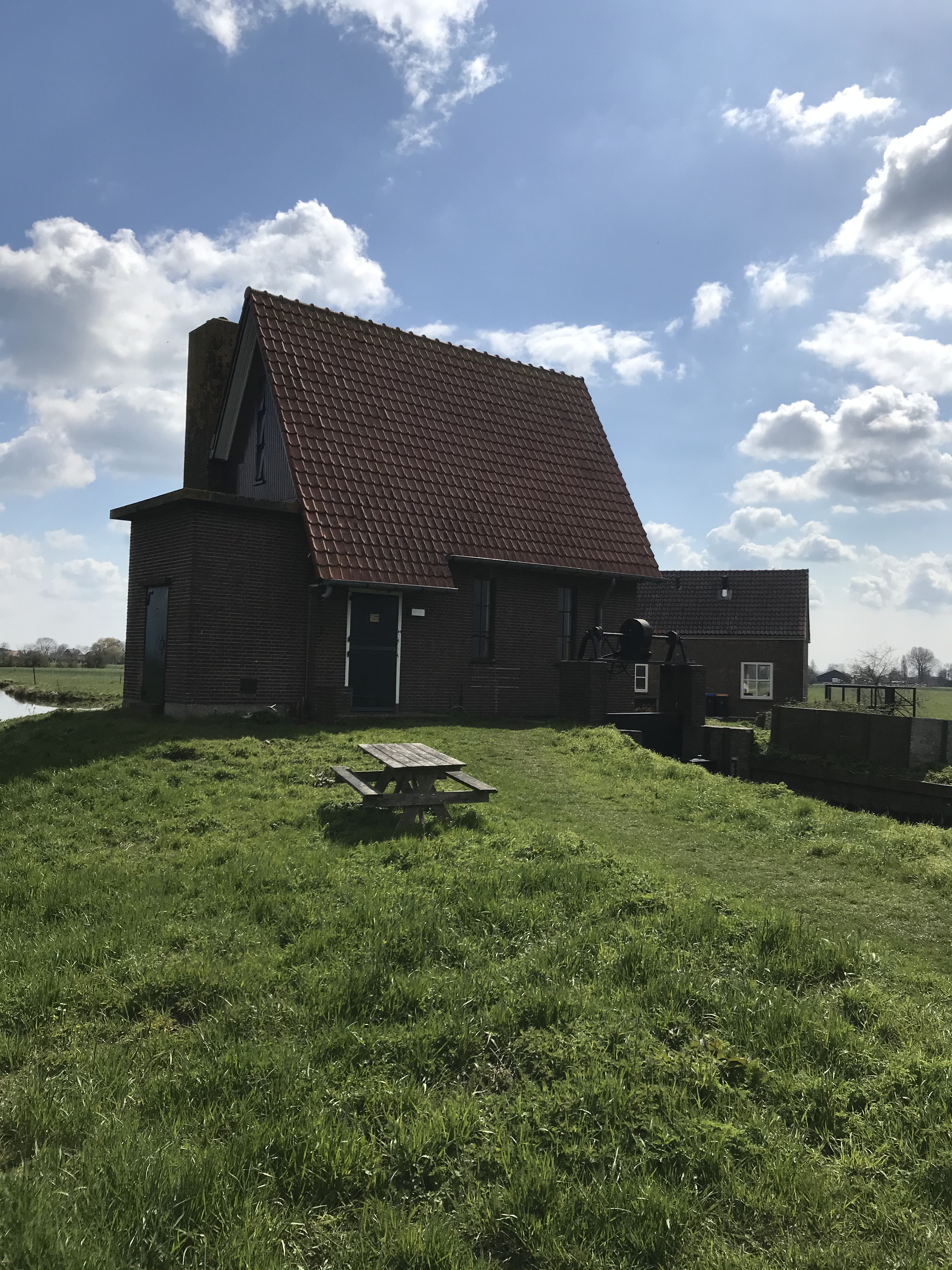
Насосна станція у селищі